# Pseudozonitis stroudi
Pseudozonitis stroudi är en skalbaggsart som beskrevs av Enns 1956. Pseudozonitis stroudi ingår i släktet Pseudozonitis och familjen oljebaggar. Inga underarter finns listade i Catalogue of Life.